# 瓦珀爾巴赫河
51°54′15″N 8°19′28″E / 51.90417°N 8.32444°E

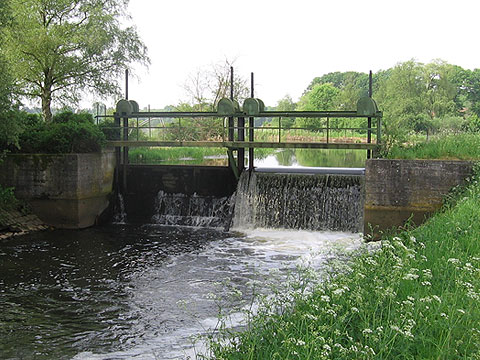
瓦珀爾巴赫河

瓦珀爾巴赫河（德語：Wapelbach），是德國的河流，位於該國西部，流經北萊茵-威斯特法倫州，屬於達爾克河的左支流，河道全長35.5公里，流域面積164.8平方公里。